# Cylicomera dissona
Cylicomera dissona là một loài ruồi trong họ Asilidae. Cylicomera dissona được Lamas miêu tả năm 1973. Loài này phân bố ở vùng Tân nhiệt đới.